# L'Homme qui s'envola
 (avril 2017).
Si vous disposez d'ouvrages ou d'articles de référence ou si vous connaissez des sites web de qualité traitant du thème abordé ici, merci de compléter l'article en donnant les références utiles à sa vérifiabilité et en les liant à la section « Notes et références ».
L'Homme qui s'envola est un roman d'Antoine Bello, paru en mai 2017.

## Résumé
Walker dirige une entreprise florissante au Nouveau-Mexique. Il est marié à Sarah, qui lui a donné trois beaux enfants. Et pourtant, malgré l'amour, la richesse, la famille, Walker est malheureux. Il a l'impression que son temps lui échappe. Décidé à recommencer à zéro, il simule sa mort pour ne pas être recherché,.

## Personnages
- Walker : De son prénom John, même si on ne l'appelle jamais que Walker. 43 ans. Dirige la société de messagerie Wills, fondée par son beau-père et dont le siège est situé à Albuquerque, au Nouveau-Mexique. Marié à Sarah, avec qui il a trois enfants : Andy, Jess et Joey. Obsédé par le temps, il étouffe dans une vie trop réglée qui ne laisse plus aucune place à l'improvisation. Son seul dérivatif consiste à piloter son avion Turboprop.
- Sarah Walker : Fille de Raymond Wills, elle a travaillé quelques années dans la société créée par son père, puis s'est arrêtée pour élever ses enfants. Entièrement dévouée à sa famille, elle ambitionne de créer une fondation caritative à la mémoire de son père. Elle ne perçoit pas le malaise grandissant de Walker.
- Nick Shepherd : détective privé engagé par la société d'assurances pour enquêter sur la mort de Walker, un métier connu aux États-Unis sous le nom de skip tracer. Shepherd est une légende de sa profession, son livre L'art de la traque faisant figure de référence. Il travaille seul, en s'appuyant sur un réseau de correspondants aux quatre coins du pays. Il a été marié ; sa femme est morte de leucémie.
- Andy, Jess et Joey, les enfants de Walker et Sarah.

## Réception critique
Bernard Quiriny, dans L'Opinion, a salué « un récit palpitant, bien mené, avec un côté très ludique », tout en déplorant une certaine absence d'émotion.
Raphaëlle Leyris note de son côté dans Le Monde que le mouvement de traque raconté par les différents protagonistes « donne son énergie formidable à L’Homme qui s’envola, réflexion futée sur la liberté et ce que l’on doit aux siens. » Même avis positif de la part des critiques de l'émission Ça balance à Paris (Paris Première) le 6 mai 2017, Éric Naulleau jugeant L'homme qui s'envola « bien supérieur » à L'homme qui voulait vivre sa vie, le roman de Douglas Kennedy sur un thème comparable.

## Distinction
L'Homme qui s'envola a remporté le prix Version Femina en janvier 2018.